# Karl Traut (SS-Mitglied)
Karl Hugo Traut (* 29. Januar 1906 in Schillingstadt; † 9. Juli 1986 in Grünstadt) war ein deutscher SS-Obersturmbannführer, Führer des Einsatzkommandos 3 der Einsatzgruppe A.

## Leben
Traut war von Beruf Versicherungskaufmann. Seit 1926 gehörte er der SA an. Zum 1. Januar 1931 trat er der NSDAP (Mitgliedsnummer 400.262) bei. Am 1. Juli 1935 wurde er Mitglied der SS (SS-Nr. 290.554). Von 1936 bis 1938 war er Stabsführer im SD-Unterabschnitt Pfalz. 1938/1939 führte er den SD-Unterabschnitt Saar, 1939/1940 leitete er SD-Unterabschnitt Mannheim. Von 1940 bis 1942 war er Leiter des SD-Abschnitts Hohensalza. Im November 1942 wurde er Leiter des SD beim Kommandeur der Sicherheitspolizei und SD in Reval. Vom November 1942 bis Mai 1943 leitete er das Einsatzkommando 3 der Einsatzgruppe A. Im Jahre 1944 wurde er zum Leiter des SD-Abschnitts Salzburg ernannt.
Nach dem Krieg lebte er in Grünstadt. Im Jahre 1975 wurde ein Ermittlungsverfahren der Staatsanwaltschaft Frankenthal gegen ihn eingestellt.